# Ford Fiesta WRC

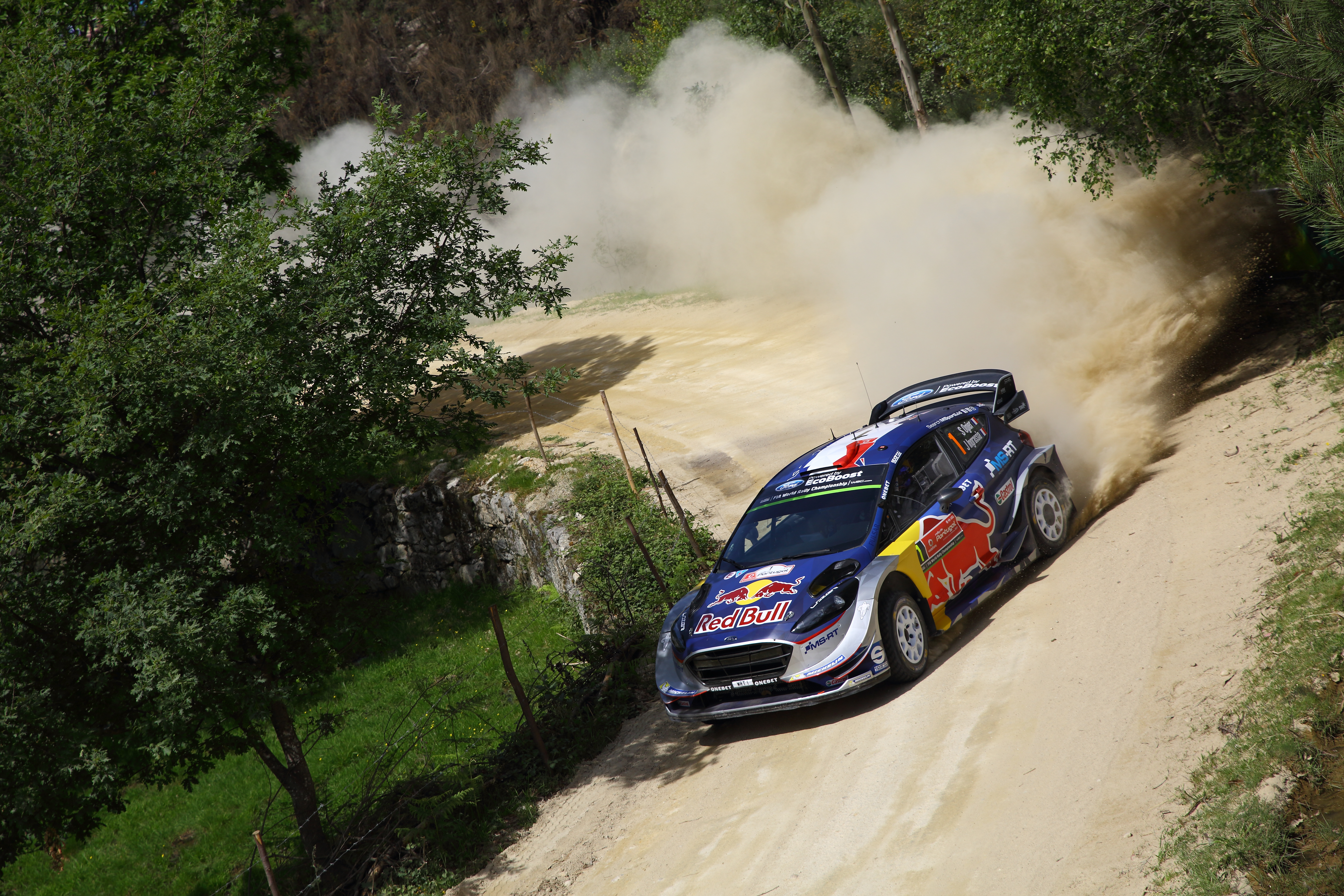
Sébastien Ogier podczas Rajdu Portugalii

Ford Fiesta WRC – samochód WRC konstrukcji Forda oparty na modelu Forda Fiesty i opracowany przez zespół M-Sportu pod kierownictwem inżyniera Chrisa Williamsa. Używany od sezonu 2017 Rajdowych Mistrzostw Świata przez zespół M-Sport World Rally Team. 
W porównaniu do swojego poprzednika Forda Fiesty RS WRC nowy model został w 95% zaprojektowany od nowa. Zmiany te podyktowane były diametralnymi zmianami w przepisach WRC w sezonie 2017. 

## Dane techniczne
Silnik:
- 1,6 l, rzędowy 4 cylindrowy, DOHC, 16 zaworowy
- Układ zasilania: bezpośredni wtrysk paliwa
- Moc maksymalna: 380 KM (280 kW)
- Maksymalny moment obrotowy: 450 N•m

Przeniesienie napędu:
- Stały napęd na cztery koła
- Skrzynia biegów: 6-biegowa manualna sekwencyjna

Hamulce:
- Hamulce przód: wentylowane hamulce tarczowe brembo, zaciski 4-tłoczkowe, śr. tarcz 370/300 mm
- Hamulce tył: wentylowane hamulce tarczowe brembo, zaciski 4-tłoczkowe, śr. tarcz 370/300 mm
- Hamulec pomocniczy: hydrauliczny

Pozostałe:
- Zawieszenie przód: kolumny MacPhersona
- Długość: 4130 mm
- Szerokość: 1875 mm
- Rozstaw osi: 2493mm
- Masa własna: 1190 kg

## Zwycięstwa w WRC
| Sezon | Nr. | Rajd                       | Nawierzchnia | Kierowca        | Pilot            | Zespół                   |
| ----- | --- | -------------------------- | ------------ | --------------- | ---------------- | ------------------------ |
| 2017  | 1   | 85. Rajd Monte Carlo       | mieszana     | Sébastien Ogier | Julien Ingrassia | M-Sport World Rally Team |
| 2017  | 2   | 51. Rajd Portugalii        | szuter       | Sébastien Ogier | Julien Ingrassia | M-Sport World Rally Team |
| 2017  | 3   | 14. Rajd Włoch             | szuter       | Ott Tänak       | Martin Järveoja  | M-Sport World Rally Team |
| 2017  | 4   | 35. Rajd Niemiec           | asfalt       | Ott Tänak       | Martin Järveoja  | M-Sport World Rally Team |
| 2017  | 5   | 73. Rajd Wielkiej Brytanii | szuter       | Elfyn Evans     | Daniel Barritt   | M-Sport World Rally Team |
| 2018  | 6   | 86. Rajd Monte Carlo       | mieszana     | Sébastien Ogier | Julien Ingrassia | M-Sport Ford WRT         |
| 2018  | 7   | 15. Rajd Meksyku           | szuter       | Sébastien Ogier | Julien Ingrassia | M-Sport Ford WRT         |
| 2018  | 8   | 61. Rajd Korsyki           | asfalt       | Sébastien Ogier | Julien Ingrassia | M-Sport Ford WRT         |
| 2018  | 9   | 74. Rajd Wielkiej Brytanii | szuter       | Sébastien Ogier | Julien Ingrassia | M-Sport Ford WRT         |